# Ben Shapiro
Benjamin Aaron "Ben" Shapiro, född 15 januari 1984 i Los Angeles, är en amerikansk frihetligt konservativ politisk kommentator, krönikör, författare, programledare och jurist.

## Biografi
Med delvis rysk-judisk härkomst, föddes Shapiro i Los Angeles i Kalifornien. I skolan hoppade han över två klasser, nämligen tredje och nionde. Shapiro gick sedan från Walter Reed Middle School till Yeshiva University High School i Los Angeles, där han tog sin examen år 2000 vid 16 års ålder. Shapiro avlade examen summa cum laude och Phi Beta Kappa på University of California, Los Angeles, med en fil. kand. examen i statsvetenskap 2004 och avslutade cum laude på Harvard Law School år 2007.
Shapiro avlade examen vid University of California, Los Angeles och Harvard Law School. Han har publicerat sex böcker. Den första är Brainwashed: How Universities Indoctrinate America's Youth (2004) som han började skriva när han var 17 år gammal. För närvarande skriver han kolumner för Creators Syndicate och är chefredaktör på The Daily Wire. Han är en av grundarna och tidigare chefredaktör för den mediegranskande gruppen TruthRevolt.

## Breitbart News Network
År 2012 började Shapiro som redaktör för den högerextrema nyhetssajten Breitbart News Network. I mars 2016 lämnade Shapiro sitt arbete på Breitbart efter sajtens brist på stöd för journalisten Michelle Fields, som svar på hennes påstådda överfall av Donald Trumps före detta kampanjchef Corey Lewandowski. Han ansåg också att Breitbart hade blivit en "propagandaarm" åt Trump och alt-right-rörelsen och uppgav det som en ytterligare anledning till att han sade upp sig. I april samma år rapporterade Southern Poverty Law Center att Breitbart hade dragit sig från konservatism till högerextremism.

## Privatliv
Han är kusin till skådespelerskan Mara Wilson.
År 2008 gifte sig Shapiro med Mor Toledano, en israelisk läkare. Paret har fyra barn: två döttrar och två söner.